# 10 Pułk Strzelców Pieszych
10 Pułk Strzelców Pieszych Królestwa Kongresowego – polski pułk piechoty okresu Królestwa Kongresowego.

## Historia pułku
Sformowany w początkach 26 maja 1831 z gwardzistów Gwardii Ruchomej województwa płockiego.
5 czerwca 1831 dowódcą pułku został ppłk Nepomucen Płonczyński.